# 경주 남산 탑곡 마애불상군
경주 남산 탑곡 마애불상군(慶州 南山 塔谷 磨崖佛像群)은 대한민국 경주시 남산 탑곡에 있는 남북국 시대 신라의 마애불이다. 9미터나 되는 사각형의 커다란 화강암 바위에 마애불상군의 만다라적인 조각이 회화적으로 묘사되어 있다. 바위의 네 면에 거의 빈틈없이 여러 상들이 조각되어 있다. 불상·보살상·스님의 조각상·비천상 등 23구의 조상이 있을 뿐 아니라 9층탑·7층탑과 사자상, 보리수로 보이는 나무 등을 조각하여, 천상과 지상의 정토를 표현한 것이라 할 수 있다. 모두 암벽을 갈아 부조로 새긴 것이며, 남면에 입체 여래상 1구가 있다.
1963년 1월 21일 대한민국의 보물 제201호 경주남산탑곡마애조상군(慶州南山塔谷磨崖彫像群)으로 지정되었다가, 2010년 8월 25일 현재의 명칭으로 변경되었다.

## 개요
이 일대는 통일신라시대에 신인사라는 절이 있었던 곳이다. 남쪽의 큰 바위에는 목조건물의 흔적이 남아 있으며, 석탑조각들이 흩어져 있는 것으로 보아 남쪽면의 불상을 주존으로 하여 남향사찰을 경영했었음을 알 수 있다. 9m나 되는 사각형의 커다란 바위에 여러 불상을 회화적으로 묘사하였다.
남쪽 바위면에는 삼존과 독립된 보살상이 배치되어 있고, 동쪽 바위면에도 불상과 보살, 승려, 그리고 비천상(飛天像)을 표현해 놓았다. 불상·보살상 등은 모두 연꽃무늬를 조각한 대좌(臺座)와, 몸 전체에서 나오는 빛을 형상화 한 광배(光背)를 갖추었으며 자세와 표정이 각기 다르다. 비천상은 하늘을 날고 승려는 불상과 보살에게 공양하는 자세이지만 모두 마멸이 심해 자세한 조각수법은 알 수 없다. 서쪽 바위면에는 석가가 그 아래에 앉아서 도를 깨쳤다는 나무인 보리수 2그루와 여래상이 있다.
하나의 바위면에 불상·비천·보살·승려·탑 등 다양한 모습들을 정성을 다하여 조각하였음은 장인의 머리속에 불교의 세계를 그리려는 뜻이 역력했었음을 알 수 있게 해준다. 조각양식은 많이 도식화되었으나 화려한 조각을 회화적으로 배치하여 보여주는 것은 우리나라에서 특이한 것이다.

## 탑골
탑골[塔谷]은 남산 전망대 부근에서 북동쪽으로 흐르는 계곡이다. 마애불상군이 있는 부처바위에 삼층석탑이 한 기 서 있는데, 그 탑 때문에 탑골이라는 이름이 붙었다. 탑골은 남산의 동쪽 면인 동남산에서 세 번째로 깊다. 남산 북쪽 기슭에 신라의 궁성인 반월성이 있고, 그 앞에 남천이 흐르고 있는데, 반월성 앞 남천을 동쪽으로 1.6킬로미터쯤 거슬러 가면 탑골의 계곡물이 남천으로 흘러드는 곳에 탑골마을이 있다. 마을에서 탑골 여울을 거슬러 150미터쯤 들어가면 옥룡암이라는 작은 암자가 있다. 이육사가 이곳에서 요양한 적이 있으며, 지금은 불무사라 이름을 고쳤으나, 여전히 옥룡암이라 부르는 이들이 많다. 이 암자의 산령각과 칠성각 사잇길로 들어가면 자그마한 대숲이 있고, 대숲을 지나면 마애불상군이 새겨진 바위가 나타난다.

## 사진

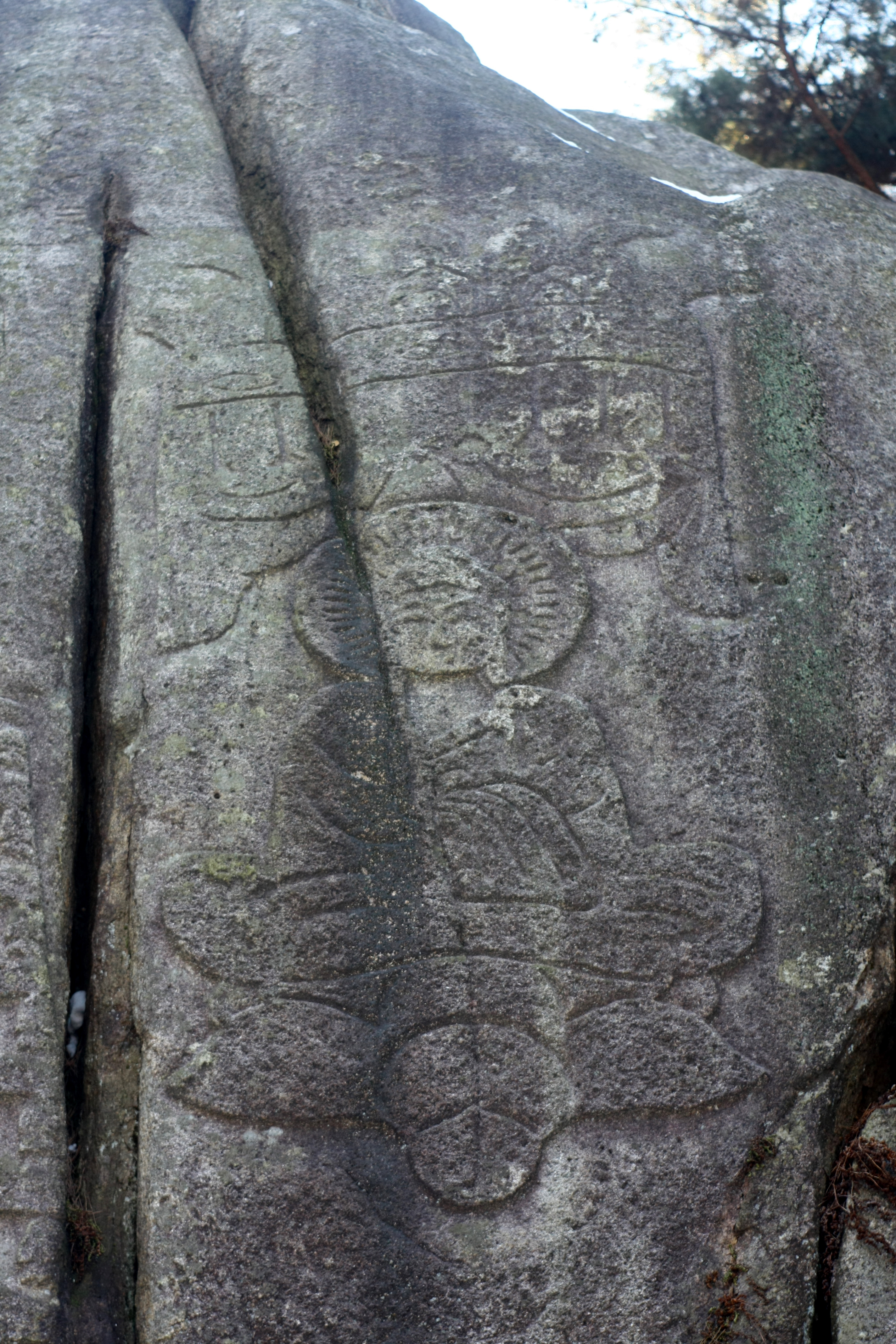
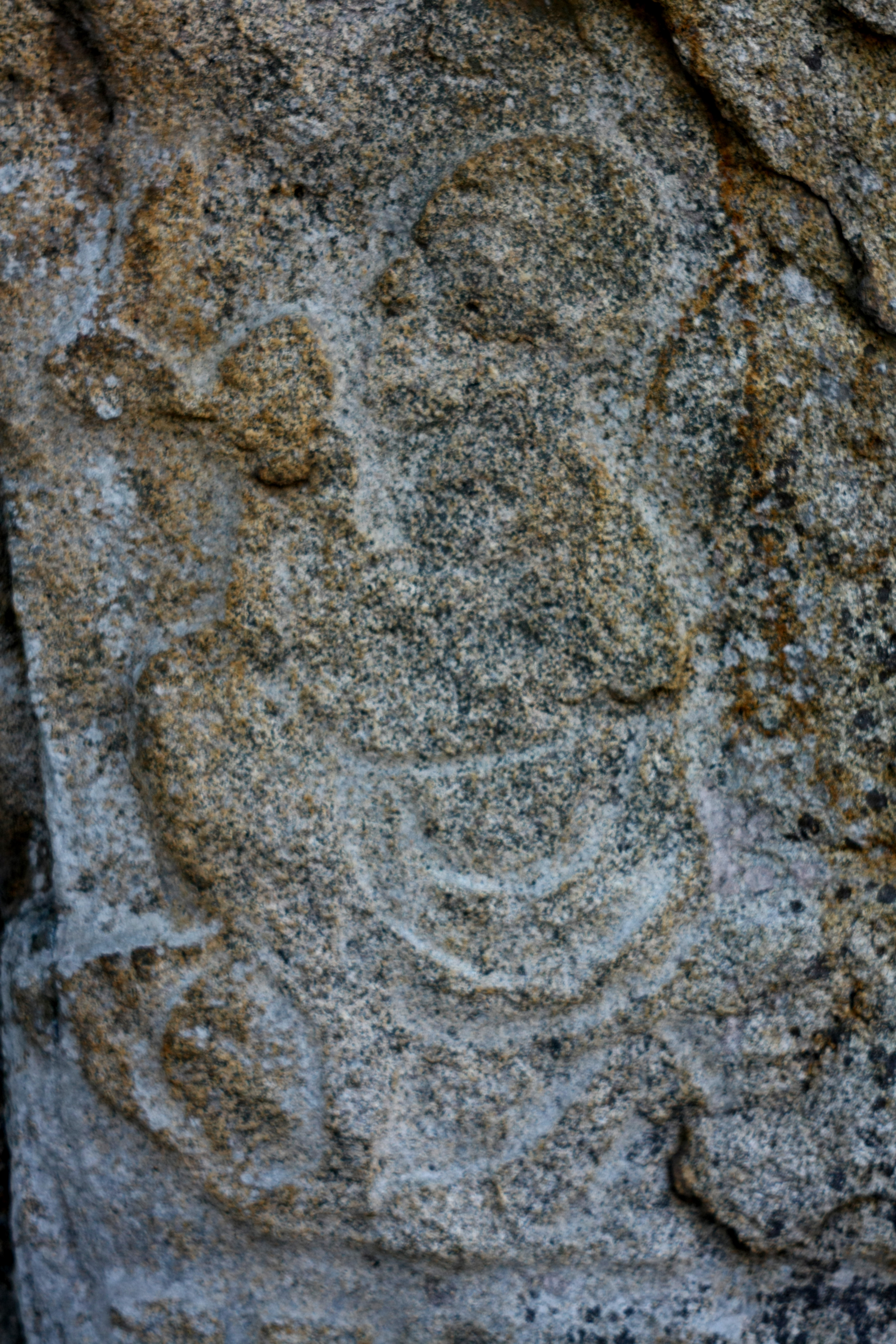
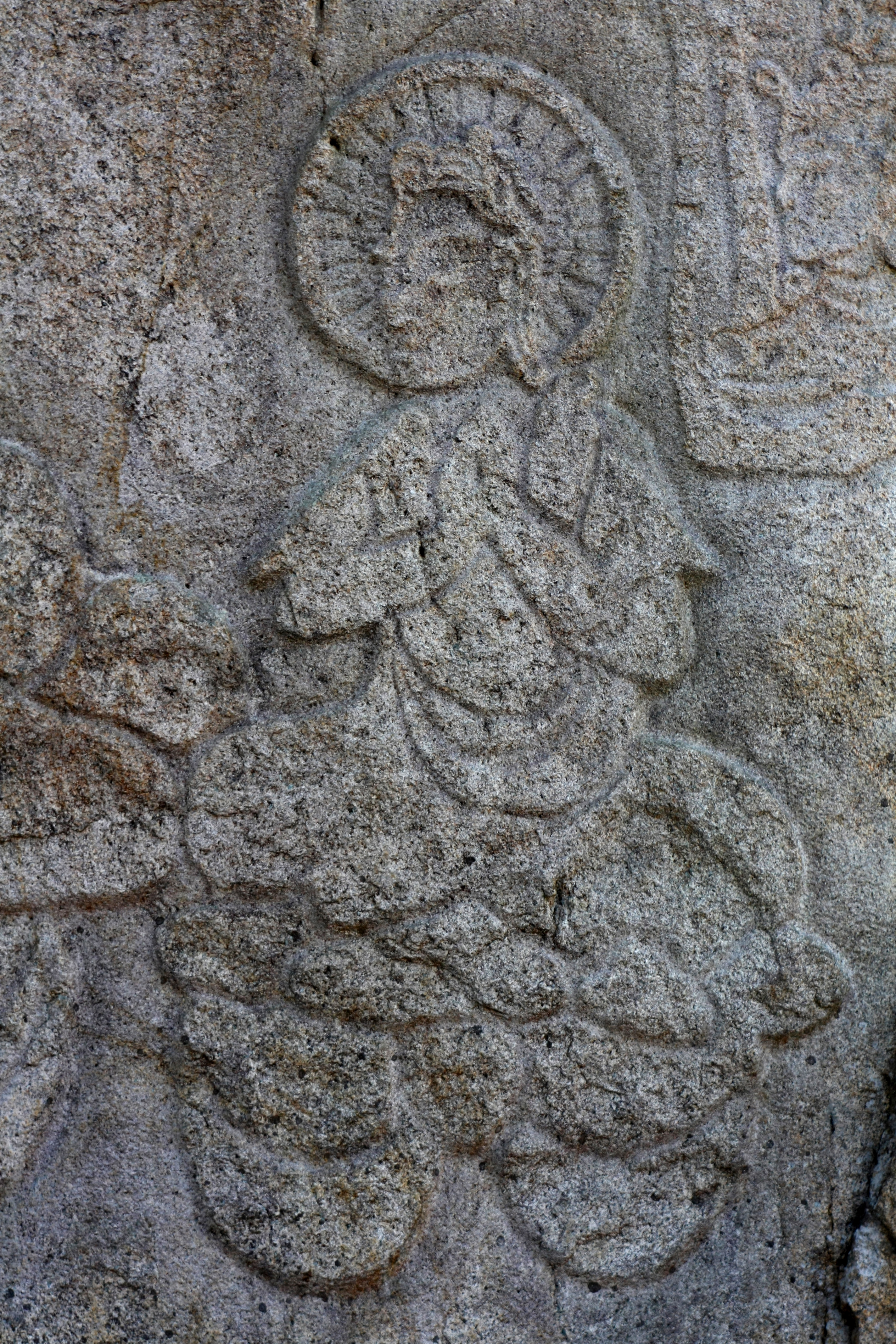
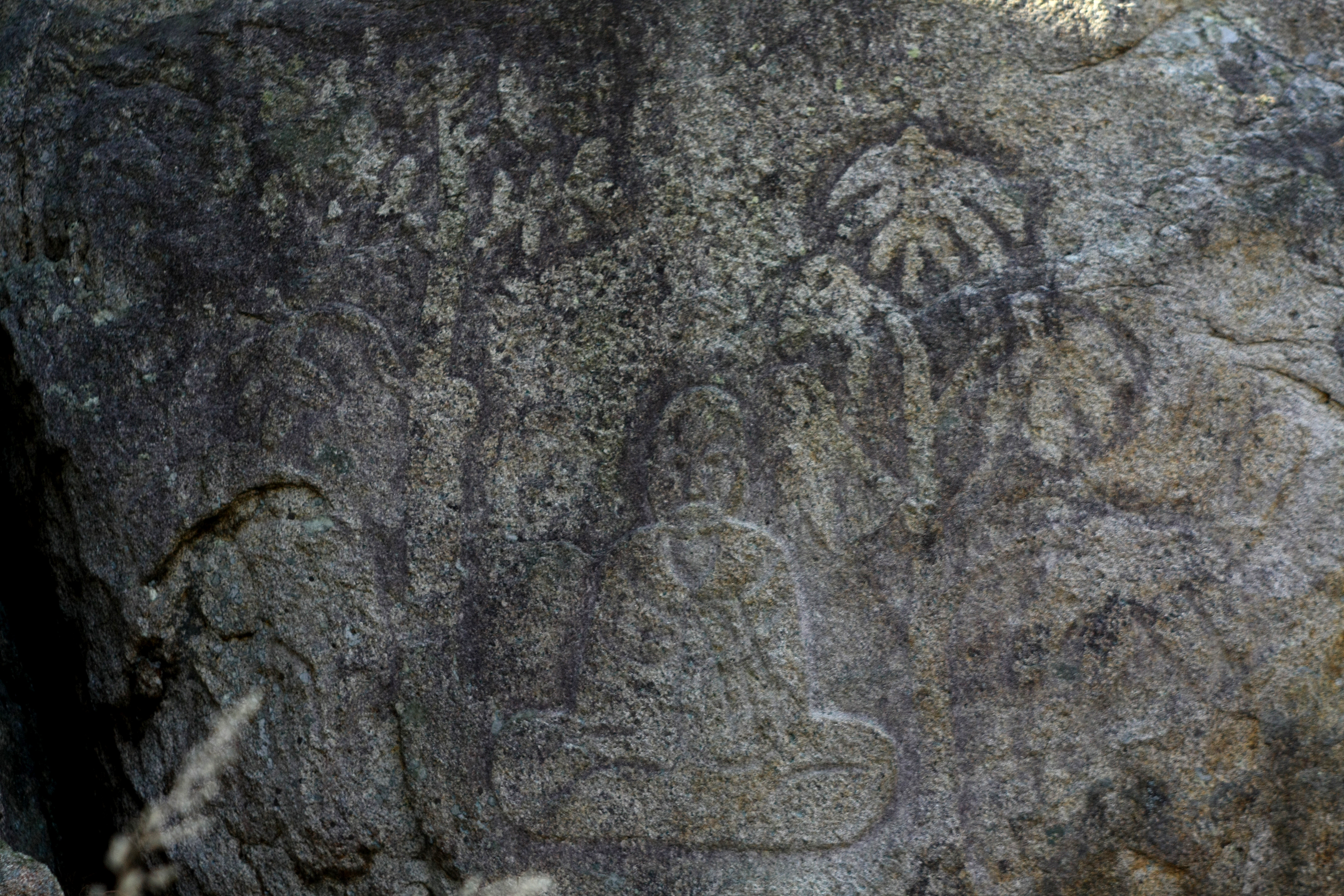
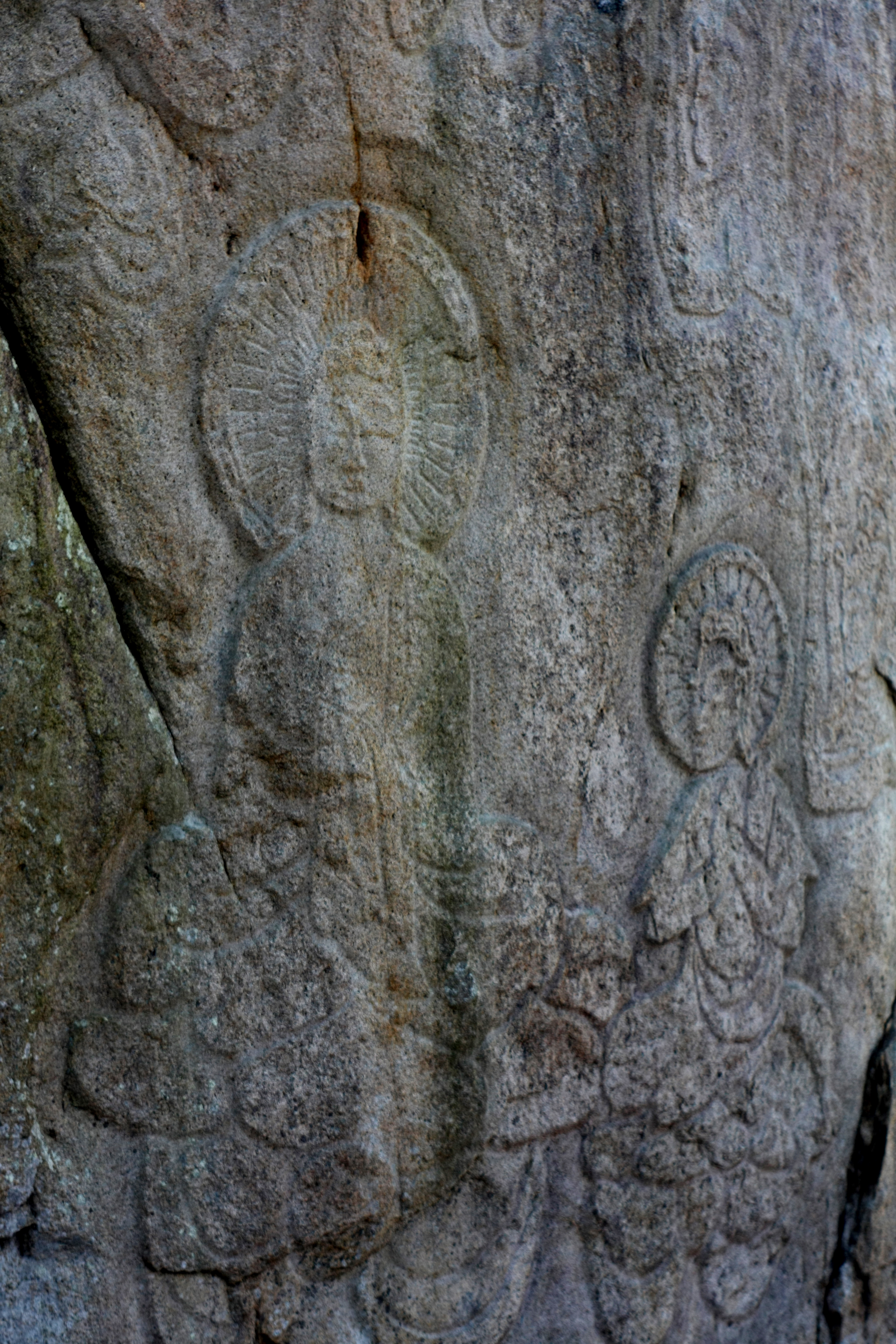
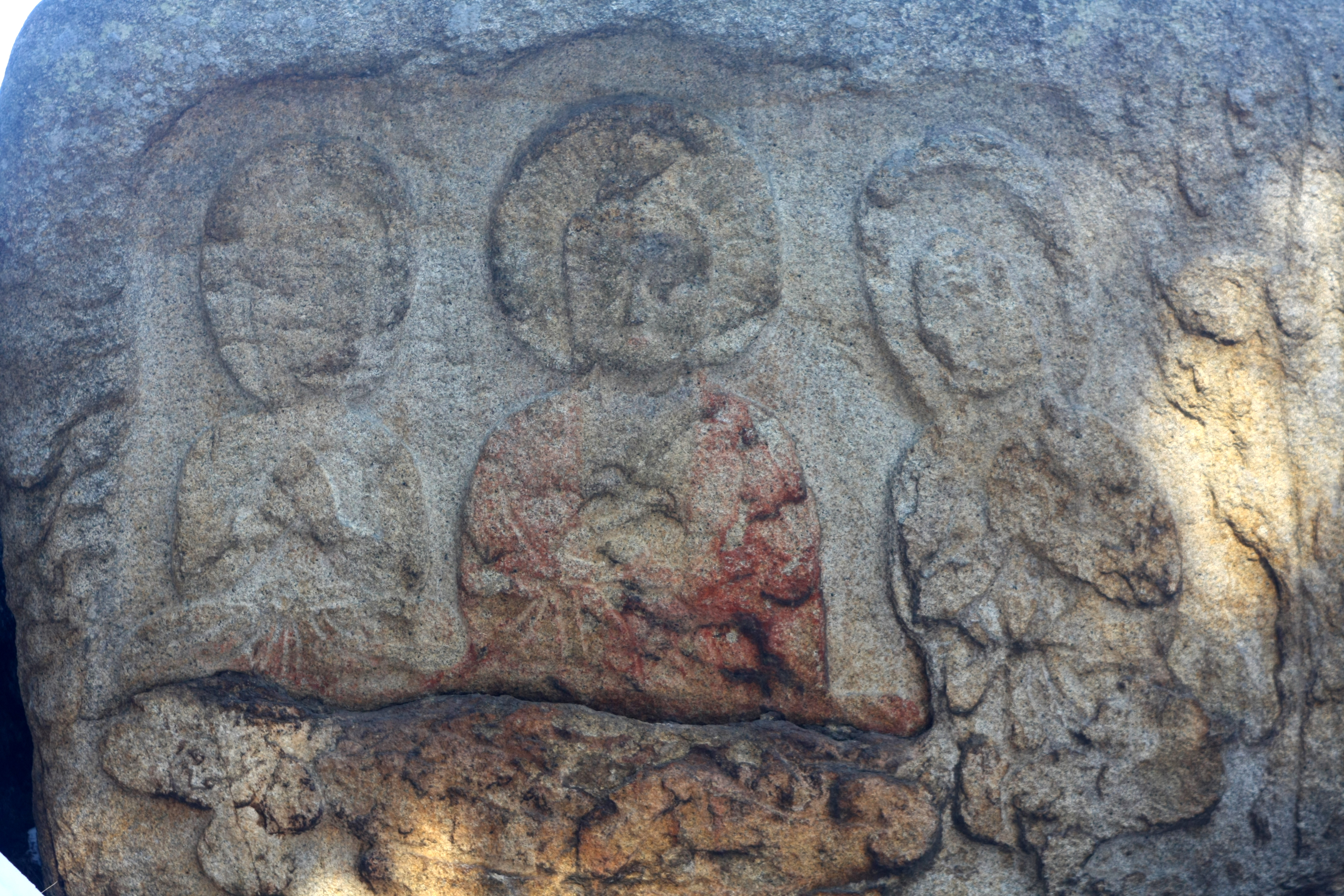
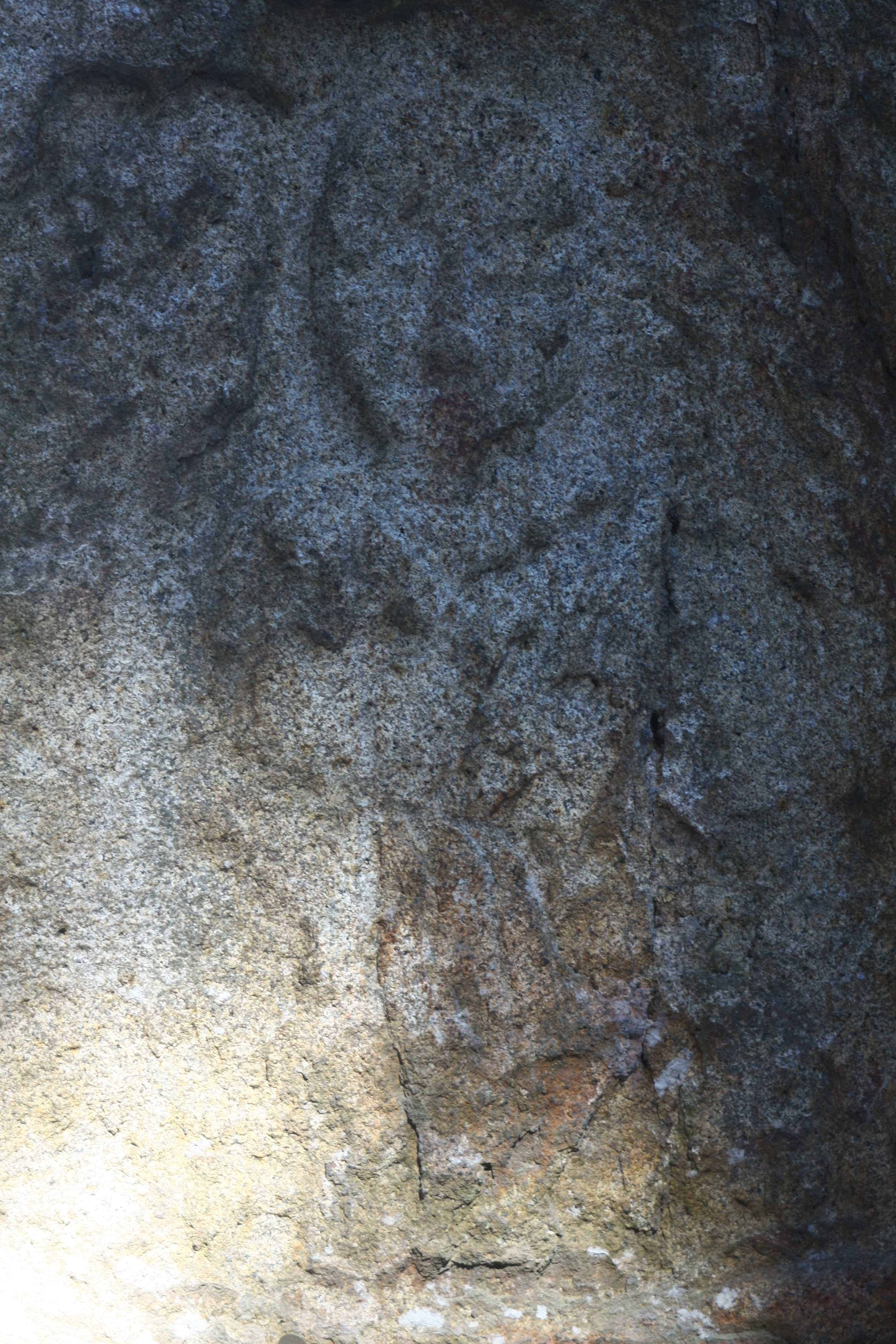
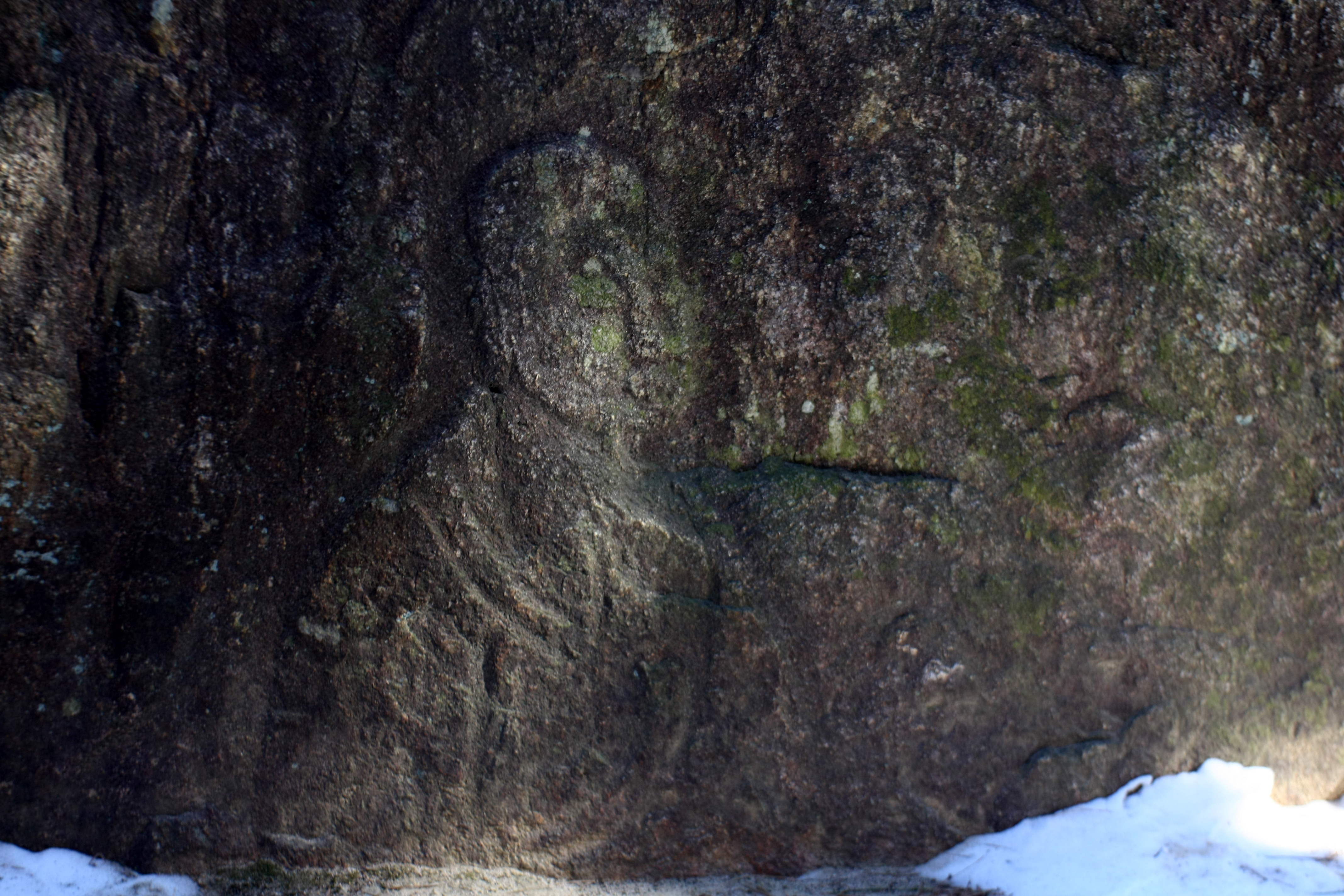
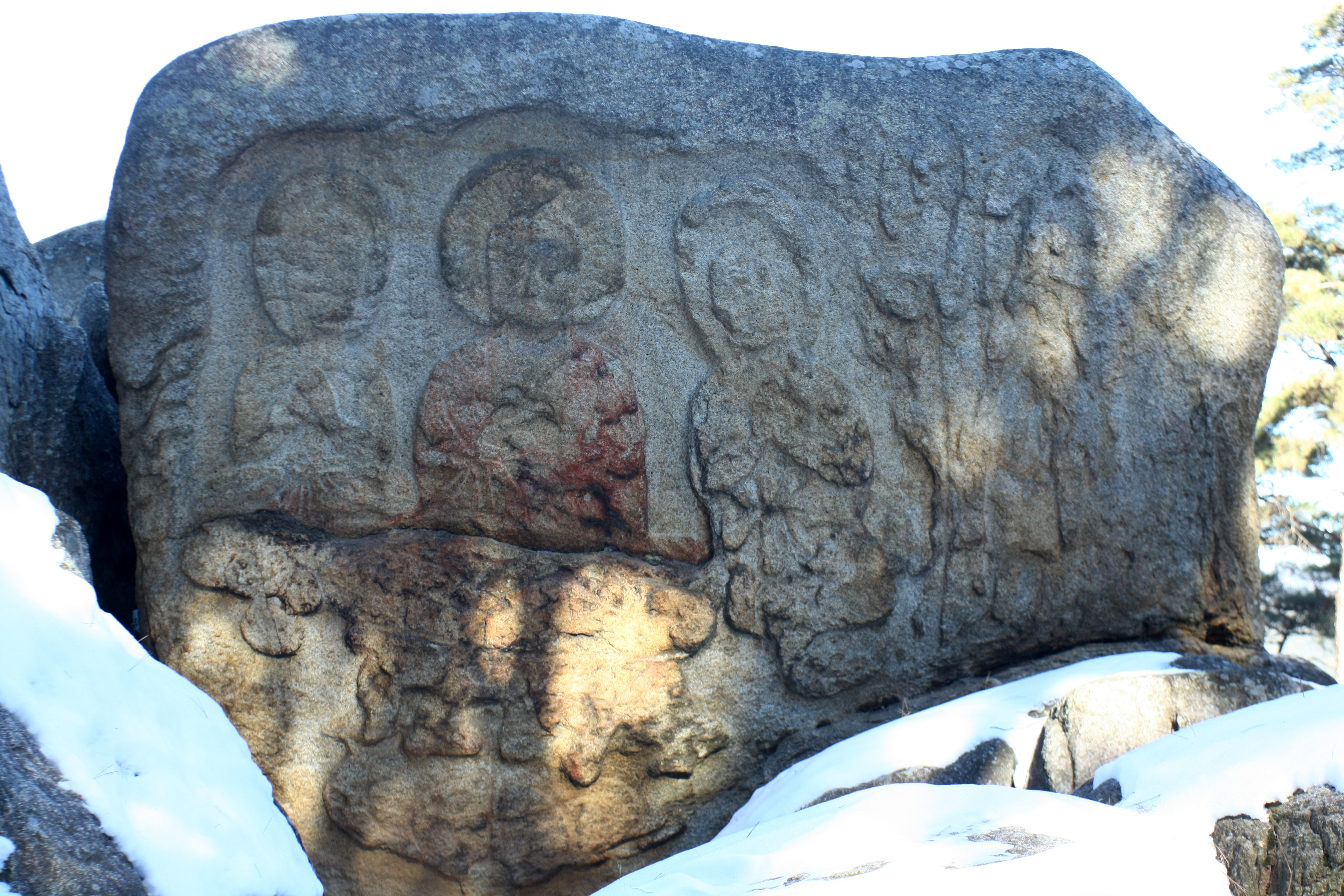
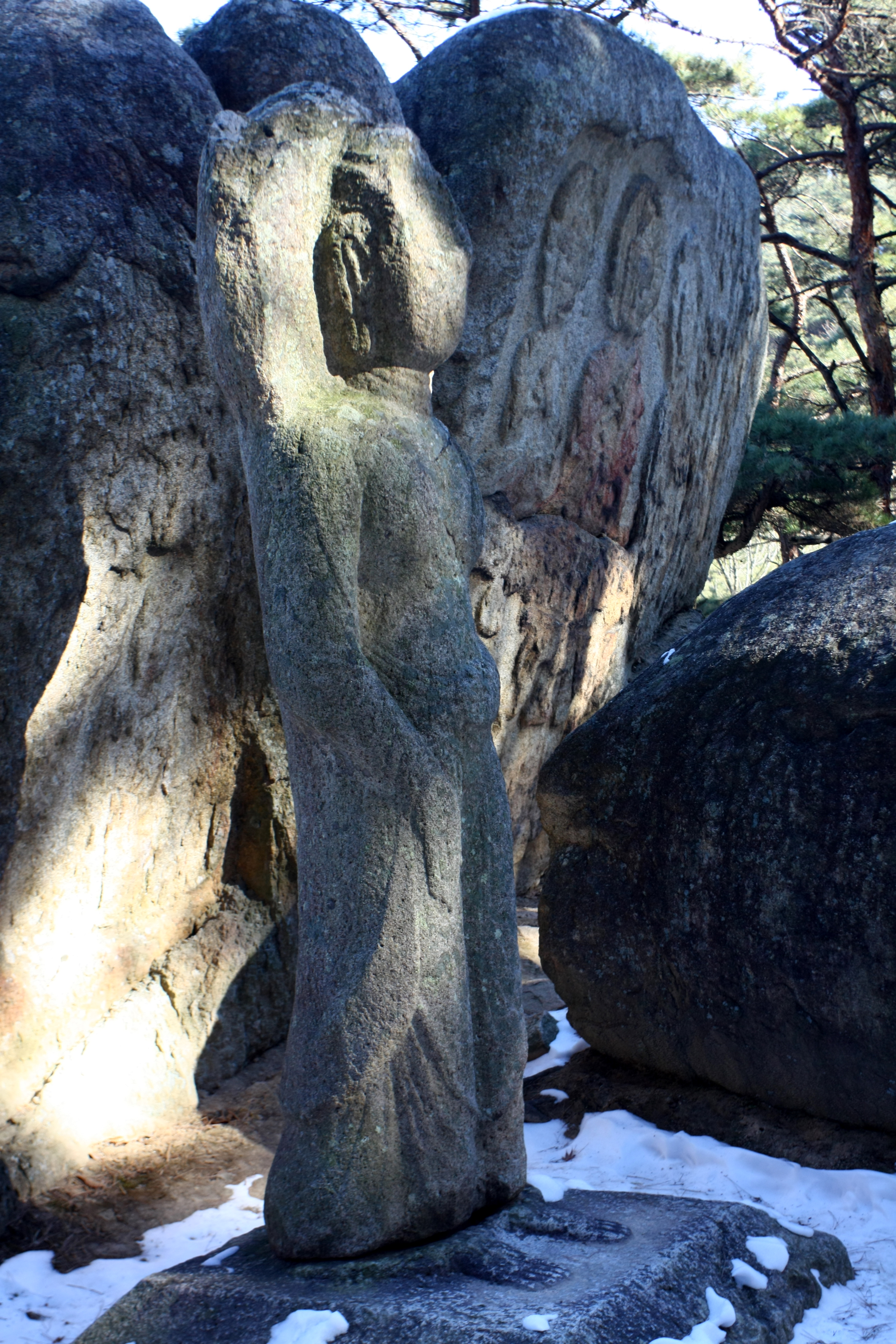
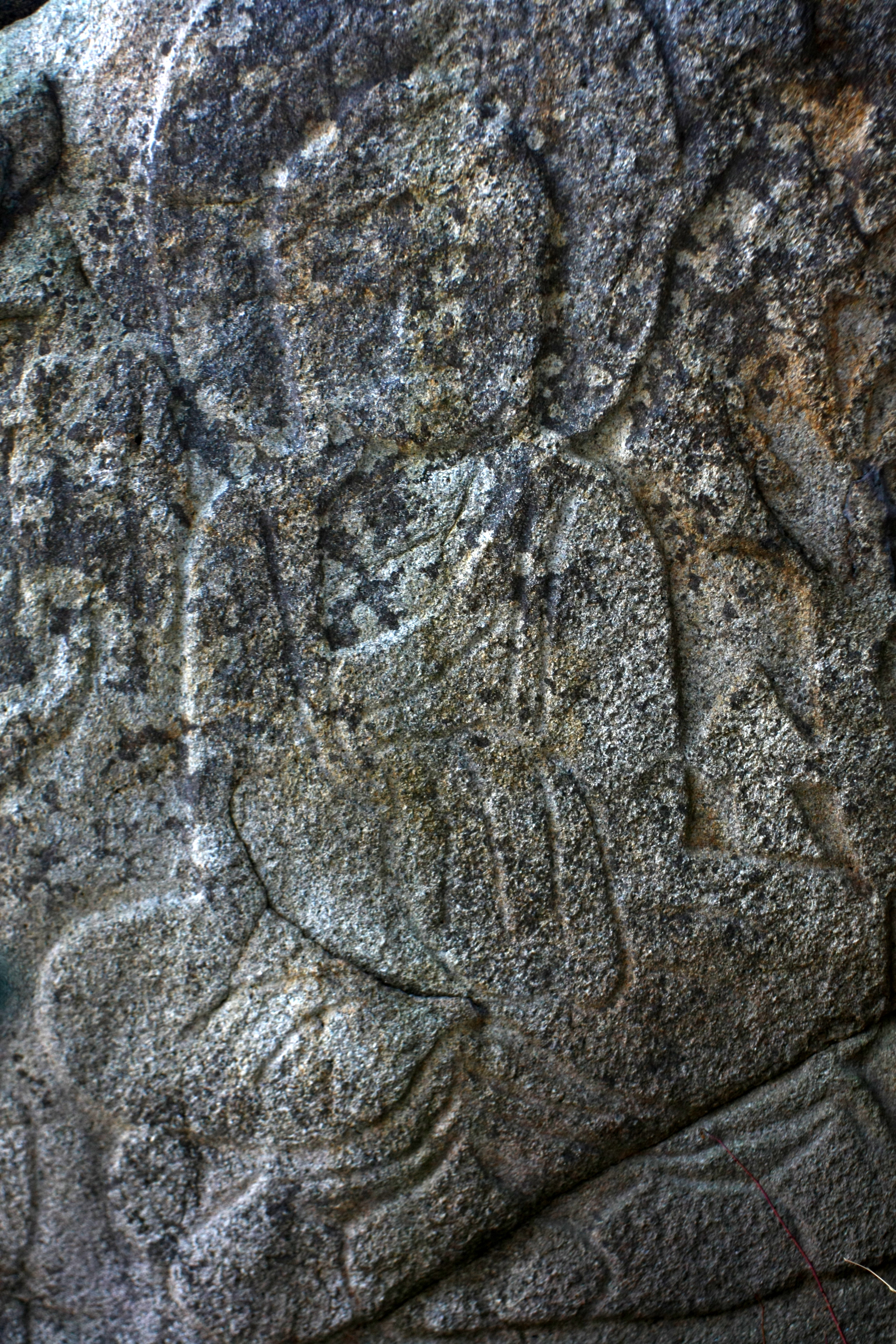
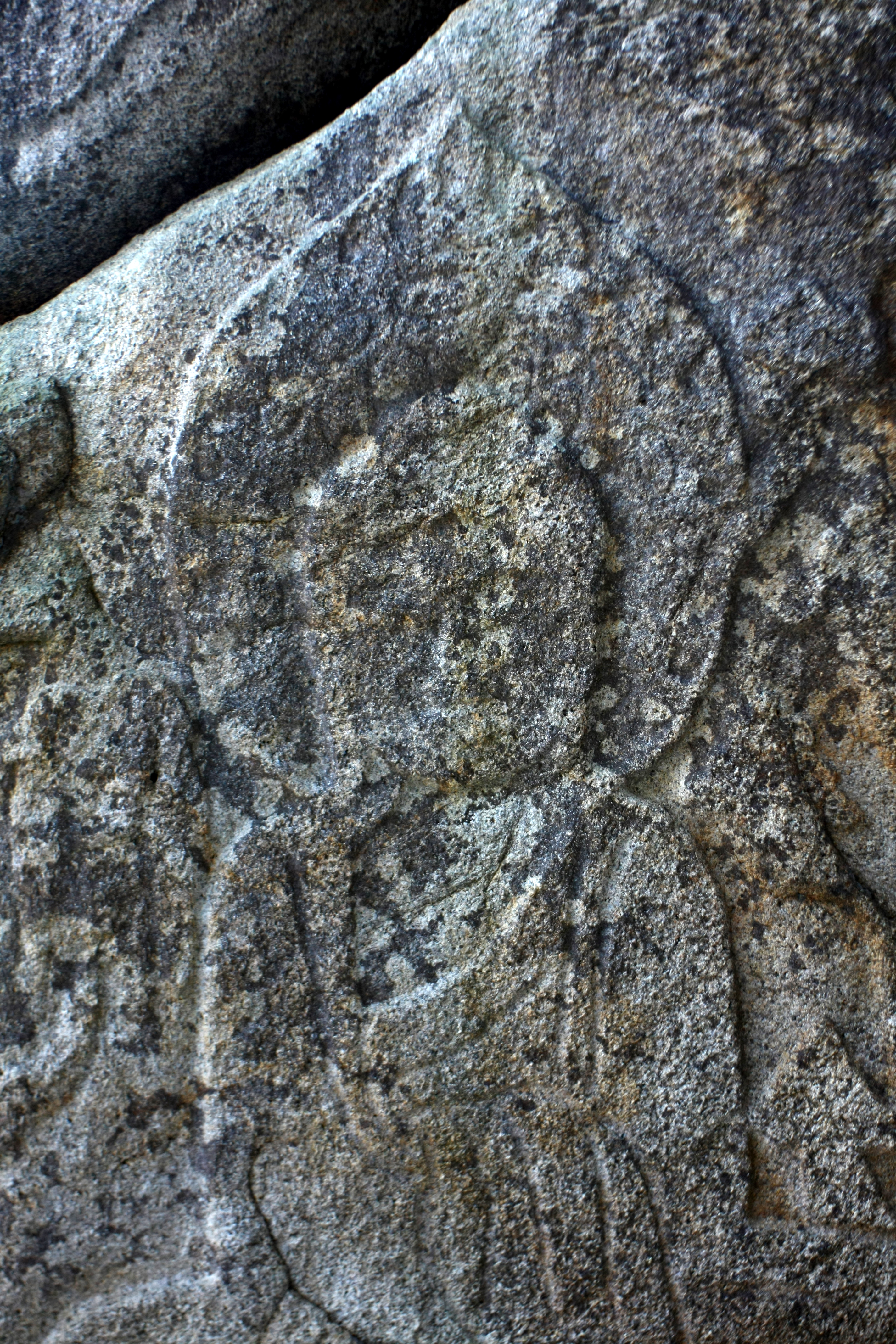
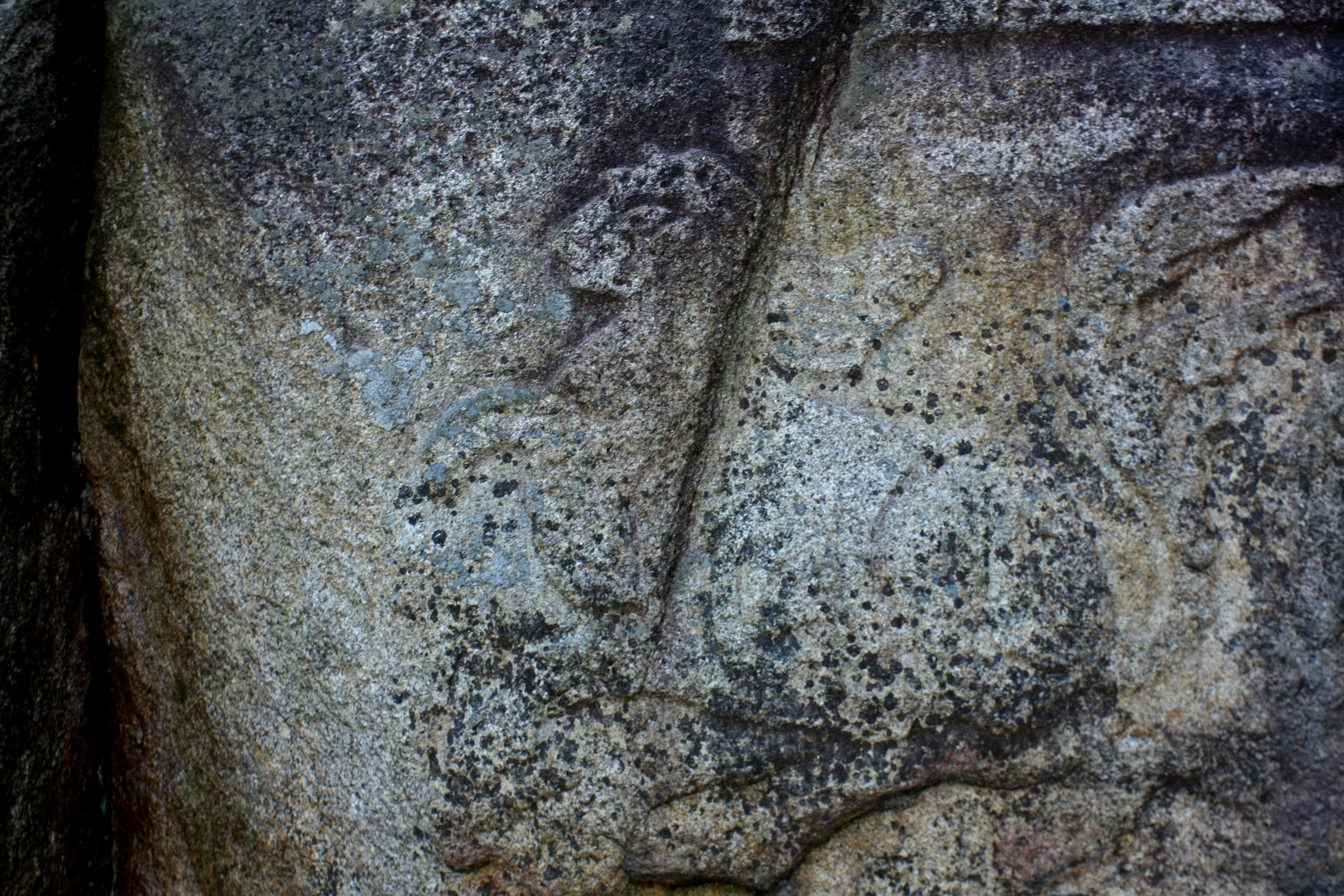
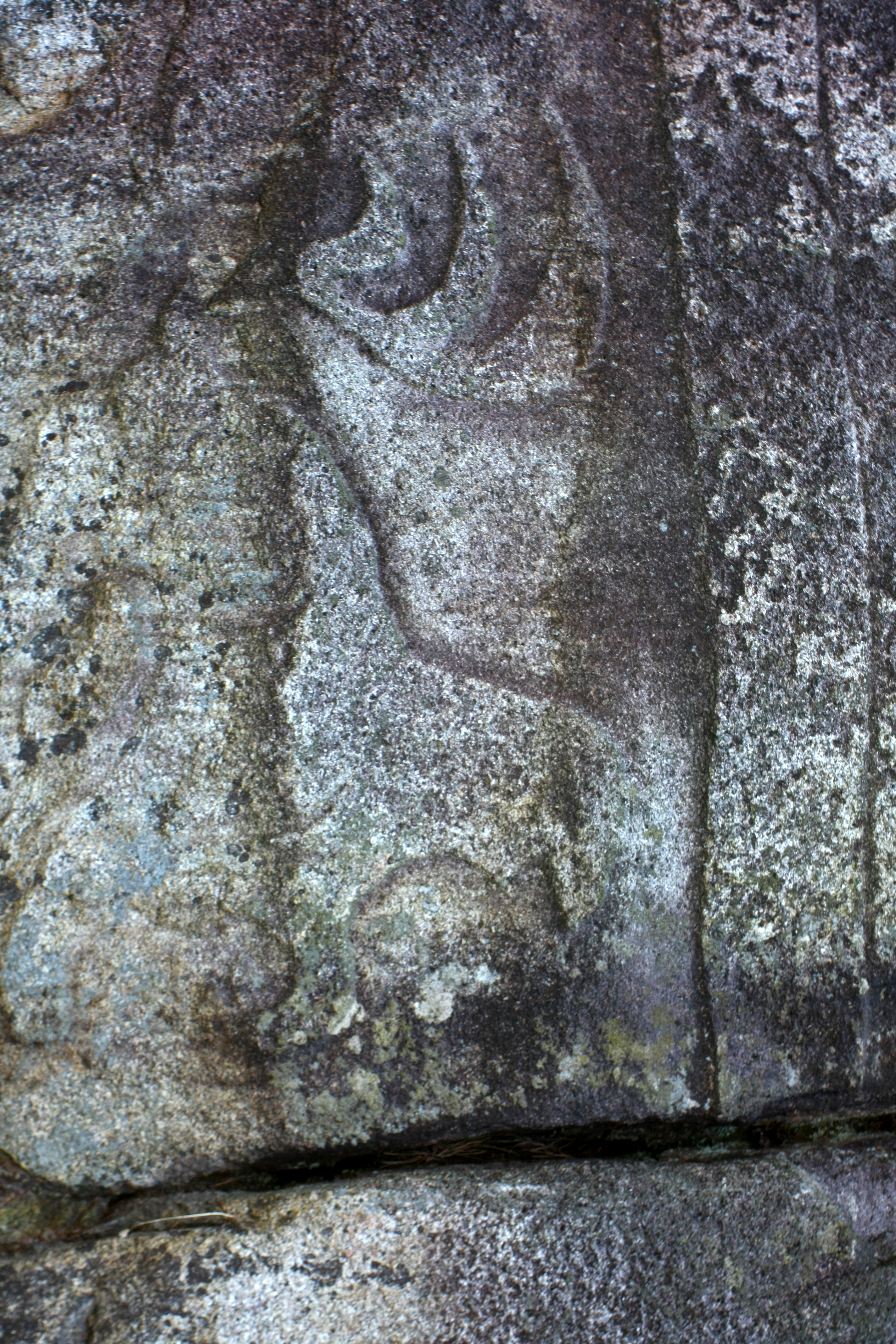
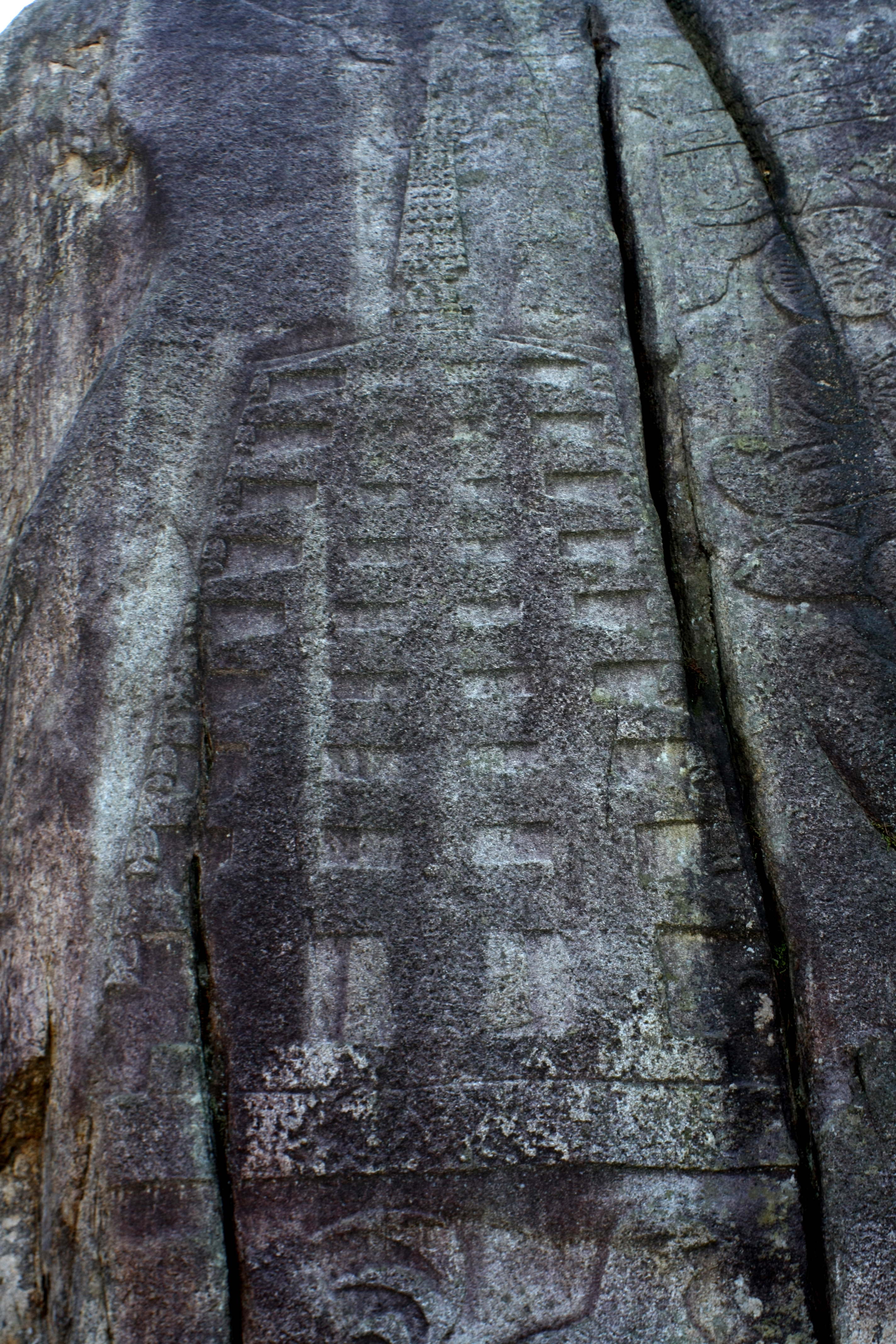
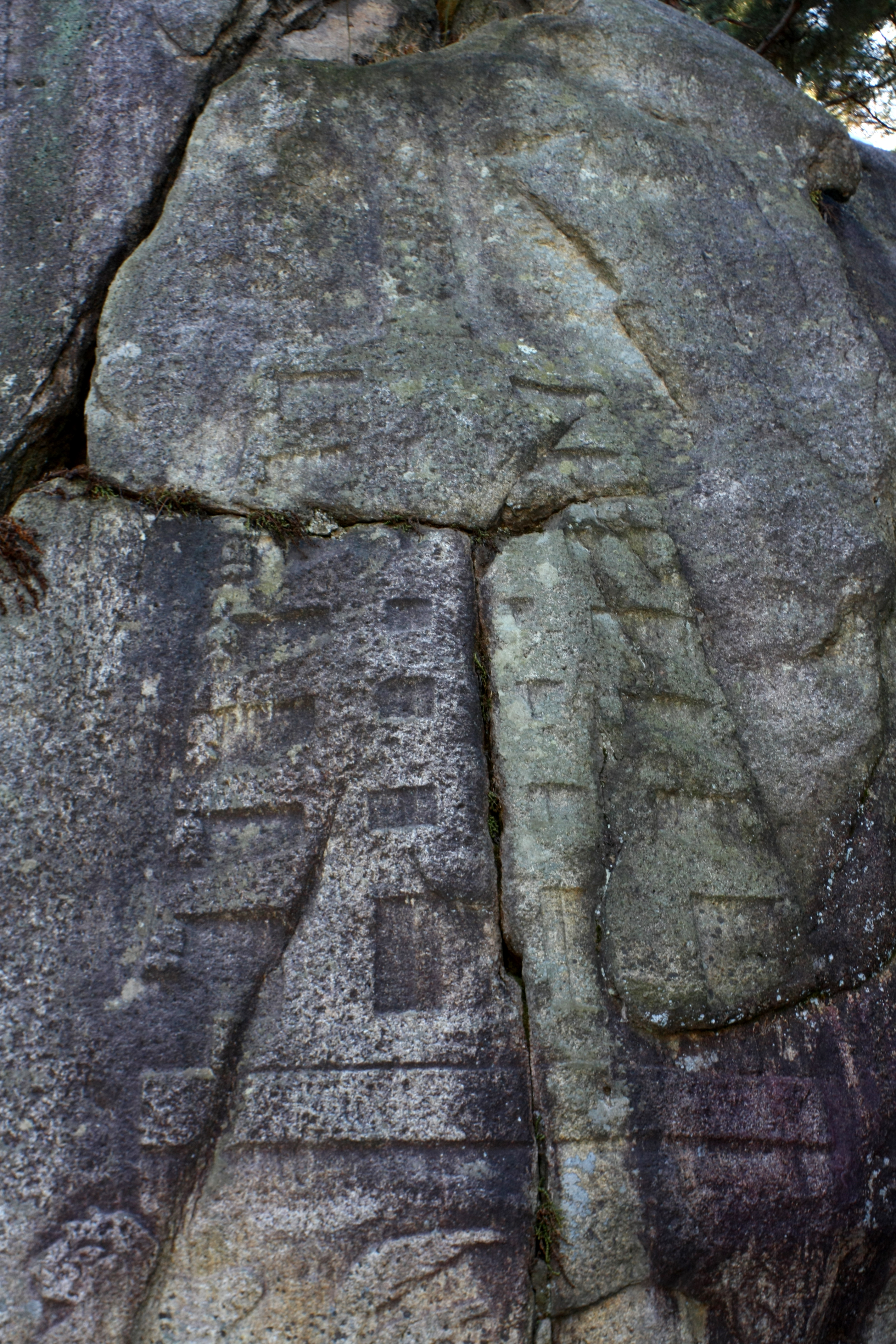
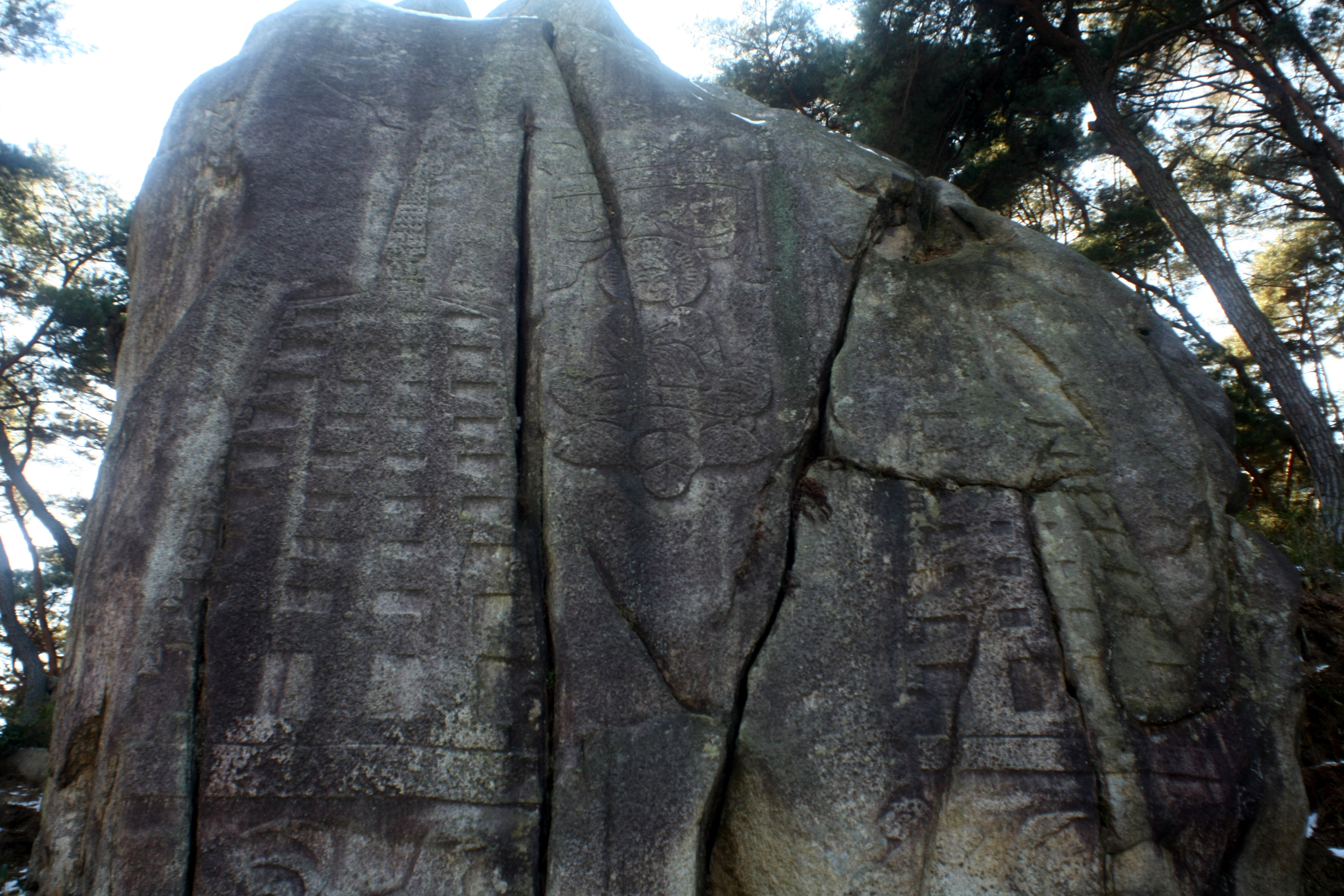